# KZ Loibl

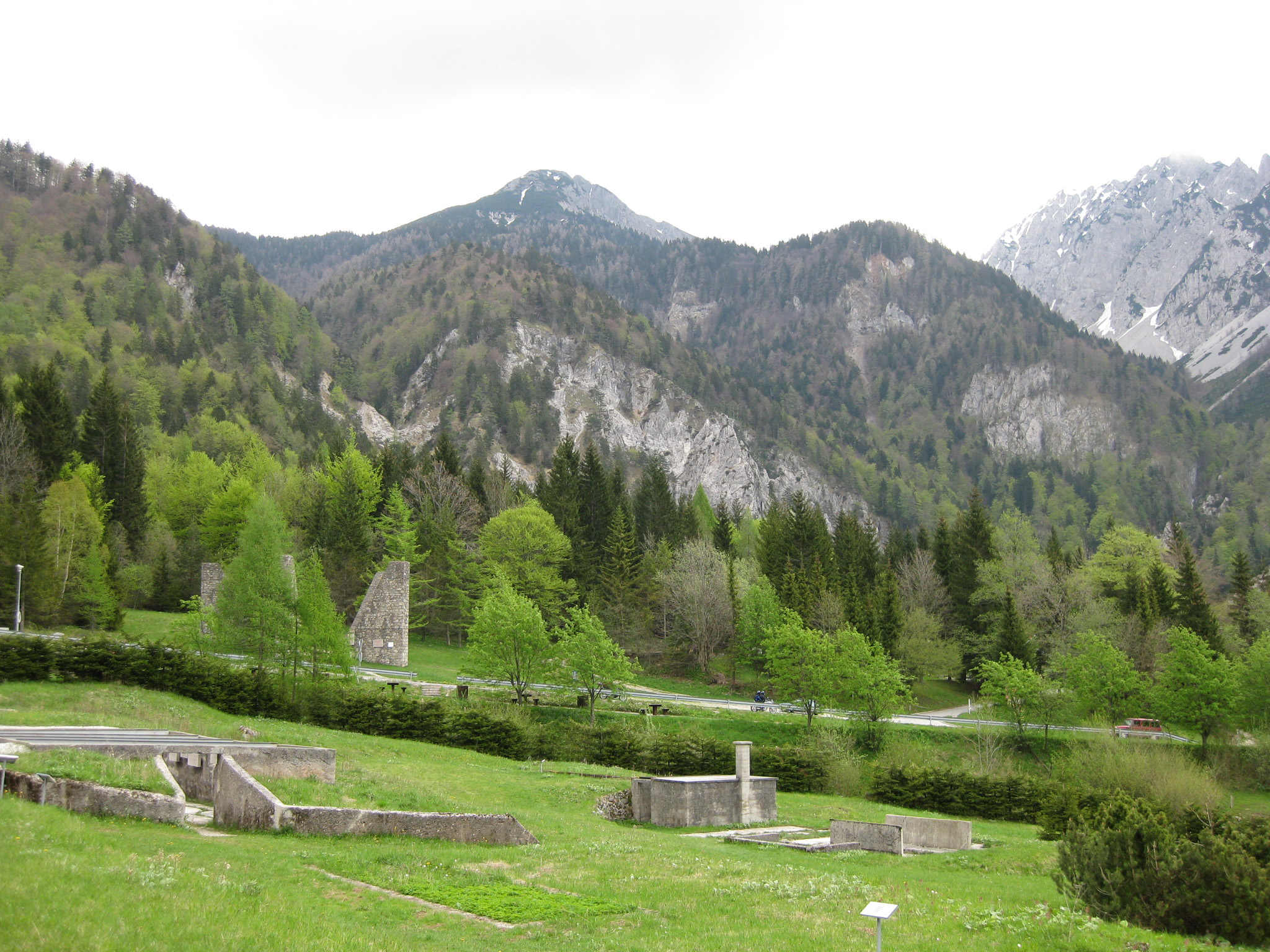
KZ Loibl Süd

Das KZ Loibl wurde ab März 1943 im Loibltal zu beiden Seiten des Loiblpasses als Außenstelle des KZ Mauthausen errichtet. Bis Kriegsende mussten hier schätzungsweise 1800 Häftlinge einen Tunnel durch die Karawanken, der Grenze zwischen Slowenien und Österreich, graben. Dabei wurden etwa 40 Insassen zu Tode geschunden oder vorsätzlich ermordet.

## Geschichte
Aus strategischen und wirtschaftlichen Gründen entschied sich das Naziregime zum Ausbau der Verkehrswege nach Jugoslawien. Insbesondere Gauleiter Friedrich Rainer drängte zum Bau eines Tunnels durch den Berg Loibl an der Grenze zwischen Kärnten und Slowenien. 1943 schloss die Staatliche Bauleitung mit der Wiener Firma Universale Hoch und Tiefbau AG einen Vertrag zur Durchführung der Bauarbeiten sowie zur Errichtung des Konzentrationslagers.
Zusätzlich wurden Verträge mit der SS geschlossen, die sich dazu verpflichtete, die nötigen „Arbeitskräfte“ bereitzustellen. Der 1561 Meter lange Tunnel sollte die damals bislang einzige Verbindung, eine Passstraße, die Steigungen von bis zu 28 % aufwies, ersetzen. Zu beiden Seiten des Loibl wurde ein Konzentrationslager errichtet, das kleinere Loibl-Lager im Norden und das Südlager, in dem auch die Lagerleitung untergebracht war. Auf der Südseite begann man bereits im März 1943 mit der Tunnelbohrung, auf der Nordseite erst im Juni. Zusätzlich zu den KZ-Häftlingen waren auch etwa 660 Zivilarbeiter im Lager beschäftigt. Sie waren teils freiwillig, teils zwangsrekrutiert auf den Loibl gekommen. Einige von ihnen waren über den Service du travail obligatoire vom Vichy-Regime ins Deutsche Reich geschickt worden. Die ersten Häftlinge wurden im Juni 1943 auf den Loibl gebracht. In Mauthausen wurden sie in Viehwaggons verladen und in die slowenische Stadt Tržič, die nahe dem Konzentrationslager gelegen war, transportiert. Die Einwohner von Tržič versuchten, den Gefangenen Lebensmittel und Zigaretten zukommen zu lassen, während sie von SS-Leuten auf Lastwagen getrieben und auf den Loibl geschafft wurden. Die Häftlinge waren meist politische Gefangene, Zwangsarbeitsverweigerer und Kriegsgefangene verschiedener Nationalitäten. Der größte Teil der Häftlinge, etwa 800, waren Franzosen. Dazu kamen etwa 450 Polen, 188 sowjetische Häftlinge und 144 Jugoslawen. Die ungefähr 70 inhaftierten Deutschen und Österreicher waren größtenteils sogenannte Berufsverbrecher. Sie besetzten die führenden Funktionen im Lager wie Kapos, Oberkapos und Stubenälteste oder es wurden ihnen zumindest leichtere Aufgaben zugewiesen. Weitere Häftlinge kamen aus Tschechien, Norwegen, Luxemburg, Griechenland, Belgien und den Niederlanden. 1944 wurden 15 jüdische Häftlinge aus Ungarn auf den Loibl deportiert. Bereits nach einigen Wochen schickte man sie zurück nach Mauthausen.
Lagerkommandant der SS war Julius Ludolf. Unter seiner Führung begannen die sogenannten „Corridas“, Prügelexzesse, die von SS-Männern und Kapos durchgeführt wurden. Die Häftlinge mussten ununterbrochen schwere Arbeiten verrichten, während die Schläge ihrer Bewacher auf sie niederprasselten. Da sich die Baufirma über die vielen arbeitsunfähig geschlagenen Häftlinge beschwerte, wurde Ludolf bereits im August 1943 durch Jakob Winkler  ersetzt. Auch unter seiner Leitung kam es zu Gewaltexzessen. Man sprach sogar von einer Verschlechterung der Situation für die Häftlinge. Den ebenfalls im Tunnel arbeitenden Zivilarbeitern war es nicht gestattet, mit den Häftlingen Kontakt aufzunehmen. Dennoch halfen sie ihnen, indem sie beispielsweise Briefe und Pakete ins Lager schmuggelten und für die Gefangenen so Kontakt zur Außenwelt und zu ihren Familien herstellten. Einer dieser Zivilarbeiter war Janko Tišler, der sich, wie viele andere, nach einiger Zeit den Partisanen anschloss und seine Erinnerungen an die Zeit im Lager im Buch Das Loibl-KZ festhielt. Der Tunneldurchstich erfolgte am 4. Dezember 1943. Ein Jahr später war der Tunnel bereits soweit ausgebaut, dass die ersten Fahrzeuge den Loibl durchqueren konnten. Schwache oder arbeitsunfähige Häftlinge wurden zurück nach Mauthausen geschickt, was für sie den sicheren Tod bedeutete. Der Lagerarzt Sigbert Ramsauer war für die Auswahl der für den Rücktransport bestimmten Insassen verantwortlich. Er tötete etwa 30 von ihnen durch eine Benzininjektion ins Herz, weil sie seiner Meinung nach den Rücktransport nicht überlebt hätten. Diesen Vorgang nannte er „Schönes Sterben“. Zusätzlich benutzte er die Häftlinge für seine Menschenversuche. Das Leben in den Lagern war geprägt von Unterernährung, den Schlägen und Misshandlungen der Kapos und sogenannten „Sportspielen“, bei denen die geschwächten Insassen in Boxkämpfen gegeneinander antreten mussten, die zur Belustigung ihrer Aufseher dienten.
Von 1943 bis 1945 kam es zu zahlreichen Fluchtversuchen. Gefangengenommene Häftlinge wurden nach Mauthausen zurückgeschickt und dort exekutiert. Diejenigen, denen die Flucht gelang, schlossen sich meist den Partisanen an und kämpften an deren Seite.
Am 16. April 1945 wurde das Lager Nord auf der Kärntner Seite aufgrund zunehmender Partisanenaktivität geschlossen und die Häftlinge auf die Südseite verlegt. Am 7. Mai wurden 80 Häftlinge aus dem Nebenlager Klagenfurt in Lendorf auf den Loibl verlegt. Noch am selben Tag kam es zur Freilassung der Deportierten. Die slowenischen Gefangenen wurden nach Tržič geschickt, dort von der Landwehr erneut verhaftet und bald darauf freigelassen. Alle anderen Insassen marschierten, begleitet von SS-Männern, die sie als menschliche Schutzschilde verwendeten, durch den Tunnel nach Kärnten. Im Rosental griffen die Partisanen schließlich an und befreiten die Deportierten von der SS. Lagerkommandant Jakob Winkler wurde von einem britischen Kriegsgericht zum Tod durch den Strang verurteilt. Sigbert Ramsauer wurde zu lebenslanger Haft verurteilt und, wie viele österreichische NS-Kriegsverbrecher, 1954 begnadigt.

## Gedenkstätten
Die slowenische Regierung errichtete in den 1950er Jahren auf dem Gebiet der Ortschaft Podlubelj (Gemeinde Tržič) an der Stelle des ehemaligen Konzentrationslagers Loibl-Süd eine Erinnerungsstätte nach Planungen von Boris Kobe. Das Leiden der Gefangenen wird durch eine Statue des Bildhauers Jože Bertoncelj symbolisiert. Das Südlager ist heute noch gut erkennbar. Die Betonfundamente der Baracken sind erhalten. Das durch ein Stahlgitter geschützte Krematorium erinnert an die hier verbrannten Deportierten.
Auf der Kärntner Seite erinnern seit 1995 zwei Informationstafeln am Zollamtsplatz und drei Gedenktafeln beim nordseitigen Tunnelportal an das Leid der KZ-Häftlinge. Im Herbst 2008 wurden Fundamentüberreste des Nordlagers durch Experten des Bundesdenkmalamtes freigelegt. Dieser erste Schritt einer Sichtbarmachung des ehemaligen KZ wurde möglich, weil das Bundesministerium für Inneres in diesem Jahr mit dem Grundeigentümer einen langfristigen Pachtvertrag abgeschlossen hatte. 2009 wurde von Gedenkstättenmitarbeitern ein Konzept für eine würdige Gedenkstätte Loibl-KZ-Nord entwickelt, die in den kommenden Jahren schrittweise umgesetzt werden soll.
Im Frühjahr 2009 trafen die Staatsoberhäupter Österreichs und Sloweniens, Heinz Fischer und Danilo Türk, beim KZ Loibl zu einer Gedenkfeier zusammen. Der Kärntner Landeshauptmann Gerhard Dörfler (FPK) begründete sein Fehlen am Gedenken.
Der Landesrat für Kultur Wolfgang Waldner kündigte zu Beginn seiner Amtszeit 2012 an, Gelder für eine Gedenkstätte zur Verfügung zu stellen. Mit den bereitgestellten 68.000 Euro sollten die Überreste des KZ-Loibl-Nord samt Appellplatz freigelegt werden, um dort eine Gedenkstätte errichten zu können. Bis zum Sommer 2013 wurden die am Gelände noch vorhandenen Überreste unter Leitung der Archäologin Claudia Theune-Vogt erforscht.
Ein Teil der dabei freigelegten Fundamente, wie die der Waschbaracke, wurden zum Schutz vor Witterungseinflüssen einbetoniert. Diese Ummantelung könnte wieder entfernt werden, wenn es eine langfristige Perspektive für eine Gedenkstätte gibt, in deren Rahmen die Überreste nachhaltig gepflegt werden. Das Mauthausen Komitee kritisierte die Verhüllung der baulichen Überreste, sie würde die Vermittlungsarbeit vor Ort erschweren.

## TV-Dokumentation
- Ferdinand Macek: Außenstelle Mauthausen – Tatort Loibltunnel. (2017 auf ORF III ausgestrahlt).